# Echinenon
Echinenon ist ein Ketocarotinoid, gehört also zur Klasse der Carotinoide bzw. den Xanthophyllen. Der Name ist abgeleitet von der lateinischen Bezeichnung der Seeigel (Echinoidea). Echinenon ist das Hauptcarotinoid in den Gonaden der Seeigel, wodurch diese ihre typische Färbung erhalten.
Häufig wird Echinenon in der Carotinoidanalytik als interner Standard verwendet. 